# Wadada Leo Smith
Ishmael Wadada Leo Smith (Leland, 18 december 1941) is een Amerikaanse trompettist, componist en muziekwetenschapper.

## Carrière
Smith kreeg aanvankelijk muziekles van zijn stiefvader, de blueszanger en –gitarist Alex 'Little Bill' Wallace. Hij leerde zijn hoofdinstrument spelen tijdens de highschool en verdiepte zijn formele muziekopleiding tijdens zijn militaire diensttijd in 1963. Hij speelde aanvankelijk drums, mellofoon en hoorn, voordat hij zich concentreerde op de trompet. Hij speelde in r&b-bands en verhuisde in 1967 naar Chicago, waar hij al in hetzelfde jaar lid werd van de AACM in Chicago. Samen met Leroy Jenkins en Anthony Braxton formeerde hij het trio Creative Construction Company. In 1971 ontstond zijn platenlabel Kabell. Begin jaren 1970 formeerde hij de band New Dalta Ahkri, waarin Henry Threadgill, Anthony Davis en Oliver Lake speelden (Wildflowers, 1976).
Tijdens de jaren 1970 studeerde hij etnomusicologie aan de  Wesleyan University. Al tijdens deze periode ontwierp hij concepten voor solo-optredens en gestuurde groepsimprovisaties en breidde, ondanks duidelijke wortels in de traditie, het vocabulaire van het instrument met abstracte tonen uit. Hij speelde weer met Anthony Braxton, maar nam ook op met Derek Bailey's Company en Gunter Hampel. Van 1979 tot 1982 speelde hij als trio met Peter Kowald en Günter Baby Sommer, met een zeer open manier van spelen. In 1983 ontstond in duet met Ed Blackwell het album The Blue Mountain's Sun Drummer. Midden jaren 1980 werd Smith rastafari en gebruikte hij voor de eerste keer Wadada. Rond 1990 speelde hij regelmatig in New York met Jeanne Lee. Aanvullend bij de trompet en de hoorn gebruikt Smith ook instrumenten uit andere muzikale culturen zoals kalimba, atenteben (Ghanese bamboefluit) en koto. Hij heeft ook leerprojecten over instrumentenbouw toegepast. Zijn composities zijn vaak in een eigen systeem grafisch weergegeven.
John Zorn produceerde de supergroep het Golden Quartet, waarin Smith samenwerkte met Anthony Davis, Malachi Favors en Jack DeJohnette. In 1998 bracht Smith met de gitarist Henry Kaiser het album Yo, Miles! uit als tribute aan de jazzrock van Miles Davis. Daar speelden Smith, Kaiser en talrijke andere muzikanten coverversies, maar ook eigen composities, die door deze muziek zijn geïnspireerd. Tijdens liveoptredens werd deze tribute ook opgevoerd met muzikanten van het Rova Saxophone Quartet. Sinds november 2005 speelde hij weer samen met Baby Sommer als duo. In de herfst van 2011 werd in Los Angeles zijn grootste werk Ten Freedom Summers weer opgevoerd, verdeeld over drie avonden en naast het Golden Quartet ook kamermuzikale elementen bevat. In 2012 verscheen het gelijknamige album bij Cuneiform Records.
Onder Smiths opnamen zijn ook de soloalbums Kulture Jazz (1992) en Red Sulphur Sky (2002), bovendien Tao-Njia en Golden Heart Remembrance met zijn vaste, sinds 1970 in varianten bestaande band N'da Kulture, op de voorgrond te plaatsen.
Smiths lesgevende activiteiten begonnen in 1975/1976 aan de universiteit van New Haven en leidden via leeropdrachten naar het Creative Music Studio in Woodstock (1975 tot 1978) en het Bard College (1987 tot 1993) in 1993 naar de Dizzy Gillespie leerstoel aan het California Institute of the Arts.

## Prijzen en onderscheidingen
Smith won in 1981 als trompettist de criticus-opiniepeiling van het jazzmagazine DownBeat. In 2013 was hij met Ten Freedom Summers finalist van de Pulitzerprijs.
- Bibsys: 9034555
- Bibliothèque nationale de France: cb13957955m (data)
- Gemeinsame Normdatei: 134841042
- International Standard Name Identifier: 0000 0001 1451 2128
- Library of Congress Control Number: n89601494
- Nationale Bibliotheek van Letland: 000103538
- MusicBrainz: 11ce83c2-1ae1-4958-a28a-b58e61a6fb60
- Nationale Bibliotheek van Tsjechië: ola2002157675
- Nationale Bibliotheek van Israël: 987007407868705171
- Nederlandse Thesaurus van Auteursnamen: 100741266
- Réseau des bibliothèques de Suisse occidentale: 02-A008648635
- SNAC: w6rn3hxn
- Système universitaire de documentation: 156931613
- Virtual International Authority File: 88077594
- WorldCat: E39PBJymx9Xv4YWrd8yfkwQKBP